# 稚彦命
弓削部稚彦（ゆげべのわかひこ、生没年不詳）は、古代日本の豪族・弓削連の遠祖。氏姓を下賜されたのは稚彦命の後裔であるが、『日本書紀』には弓部稚彦（ゆげべのわかひこ）という氏名を冠した名称で登場する。

## 概要
『日本書紀』の綏靖天皇即位前紀に登場する。同書によると手研耳命による皇位簒奪の意図を知った神渟名川耳尊が、これを防ごうと計画して先帝の葬儀を終えた後に弓部稚彦に弓を、倭鍛部天津真浦に真麛鏃を、矢部に矢を造らせたとされる。